# TV 1846 Meißen
Der TV 1846 Meißen war ein Sportverein im Deutschen Reich mit Sitz im heutzutage sächsischen Meißen.

## Geschichte
Der Verein wurde im Jahr 1846 gegründet. Am 13. September 1873 gründete sich die „Malerriege“ als neuer TV „Frisch Auf“ Meißen aus dem Verein aus.
Zur Saison 1944/45 wurde die Fußball-Abteilung in die Gauliga Sachsen eingegliedert, genauer dann dort in die Gruppe Dresden innerhalb der Staffel 2. Ausgespielt wurde die Meisterschaft, bedingt durch den Zweiten Weltkrieg, allerdings nicht mehr. Nach dem Ende des Zweiten Weltkriegs wurde der Verein aufgelöst.